# Малий Кугунур
Малий Кугуну́р (рос. Малый Кугунур, марій. Изинур) — присілок у складі Оршанського району Марій Ел, Росія. Входить до складу Марковського сільського поселення.

## Населення
Населення — 225 осіб (2010; 246 у 2002).
Національний склад (станом на 2002 рік):
- марійці — 88 %